# 봉수황
《봉수황》(중국어 간체자: 凤囚凰, 정체자: 鳳囚凰, 병음: Fèng qíu huáng 펑추황[*], 영어: The Phoenix Prison 더 피닉스 프리즌[*])은 2018년 방송되었던 중국의 드라마다.

## 등장 인물
- 관샤오퉁 : 유초옥/유초수(劉楚琇) 역
- 쑹웨이룽 : 용지(容止) 역

### 북위(北魏)
- 바이루: 곽선(霍璇)/낙온(樂蘊) 역
- 우진옌 : 풍정(馮亭) 역
- 자오루쓰 : 마설운(馬雪雲) 역
- 스윈펑 (石云鹏) : 탁발홍 역

### 유송(劉宋)
- 장난 : 종년년(鐘年年) 역